# Алёшин, Владимир Антонович
Влади́мир Антоно́вич Алёшин (18 августа 1936, Оренбург — 4 июля 2021, Алма-Ата) — советский футболист, хоккеист, футбольный и хоккейный тренер. Мастер спорта СССР по хоккею с мячом (1961).

## Биография
Участвовал в первом чемпионате по хоккею с шайбой Казахской ССР в 1957 году, где вместе с командой СКИФ стал чемпионом.
В 1957—1965 годах выступал в высшей лиге чемпионата СССР по хоккею с мячом за команду из Алма-Аты («Буревестник», СКИФ, «Динамо»). Играл на позиции защитника.
В 1959 году окончил Казахский институт физической культуры и спорта, по специальности «тренер игровых видов спорта».
В 1962 году начал тренерскую деятельность. Под его руководством сборная авиаторов Казахской ССР выиграла Кубок Аэрофлота по футболу.
В 1967 году входил в тренерский штаб футбольной команды «Динамо» из Целинограда, а через год со второго круга становится главным тренером «Динамо», где выигрывает первый Кубок Казахской ССР по футболу. Но уже в мае 1969 году из-за неудачного старта сезона был отправлен в отставку.
В 1970-х годах входил в тренерский штаб клуба по хоккею с мячом «Динамо» (Алма-Ата), был тренером юношеского состава.
С 1980-х годов до распада СССР работал тренером и главным тренером женской сборной Казахской ССР по хоккею на траве, работал с женской командой «Связист», ставшей бронзовым призером чемпионата СССР в 1990 году[уточнить].
В независимом Казахстане возглавлял женскую сборную по хоккею на траве до 2002 года.

## Награды
- заслуженный тренер Казахской ССР (1971)